# I'm Not Gonna Teach Your Boyfriend How to Dance with You
I'm Not Gonna Teach Your Boyfriend How to Dance with You is een nummer van de Amerikaanse indierockband Black Kids uit 2008. Het is de eerste single van hun debuutalbum Partie Traumatic.
De tekst van het nummer gaat over een meisje met een vriend die heel goed kan dansen, maar voor de rest twee linkerhanden heeft. Het nummer flopte in thuisland de Verenigde Staten, maar werd wel een bescheiden hit in het Verenigd Koninkrijk. In Vlaanderen werd de plaat een mager succesje met een 10e positie in de Tipparade.